# Собор Пресвятой Девы Марии (Акапулько)
Собор Пресвятой Девы Марии (исп. Catedral de Nuestra Señora de la Soledad de Acapulco, также Собор Акапулько) — культовое учреждение, кафедральный собор архиепархии Акапулько, главный католический храм города. Расположен напротив площади Альварес в центре города Акапулько, штат Герреро, Мексика.
Здание собора сочетает в себе архитектурные стили, которые были смешаны во время и после строительства; присутствуют детали неоколониальной архитектуры, мавританского и византийского стилей, последний из которых прослеживается в куполе и башнях. Интерьер церкви украшен золотой плиткой и мозаикой.

## История

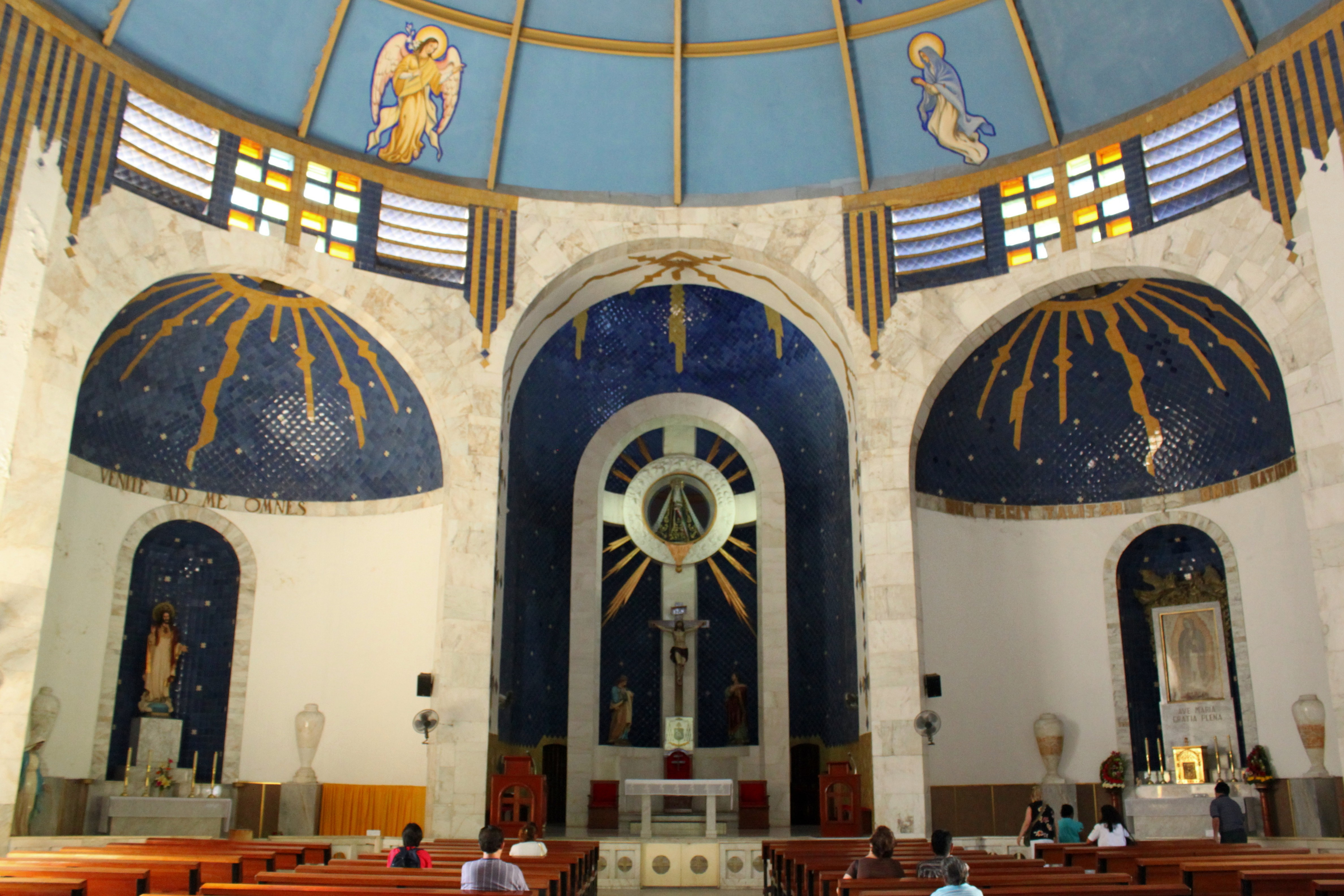
Интерьер собора

Площадь, занимаемая зданием собора, использовалась для богослужений с момента основания прихода в 1555 году. В середине 1900-х годов было начато новое строительство по проекту Адамо Боари, разработанному в 1904 году.. В 1909 году, во время строительства, июльские землетрясения нанесли зданию непоправимый ущерб, поэтому была установлена деревянная крыша с ферменными конструкциями, которая просуществовала до 1938 года, когда её разрушил ураган.
В 1940 году мексиканскому архитектору Федерико Марискалю было поручено проектирование и реконструкция приходской церкви. Начатые работы были завершены лишь в 1950-х годах. Архитектура здания преобразилась из неоколониального стиля с романскими деталями в новый, с выраженным  византийским и мавританским влиянием.
С 1958 года он является епископской резиденцией архиепархии Акапулько.